# Vaudemange

Vaudemange este o comună în departamentul Marne, Franța. În 2009 avea o populație de 290 de locuitori.